# Веберн, Антон
Антон Ве́берн, также Антон фон Ве́берн (нем. Anton Webern, нем. Anton von Webern; 3 декабря 1883, Вена — 15 сентября 1945, Миттерзилль, Австрия) — австрийский композитор и дирижёр, один из основателей Новой венской школы.

## Биография
Отец — Карл фон Веберн, горный инженер, чиновник в министерстве сельского хозяйства. Мать — Амалия (урождённая Гер), дочь мясника, интересовалась искусством и была пианисткой-любительницей. В юности Антон жил в Вене, Граце, посещал гимназию в Клагенфурте (Каринтия). С 1895 года стал серьёзно заниматься музыкой, обучался игре на фортепиано и виолончели у Эдвина Комауэра. Окончив гимназию, в 1902—1906 годах учился как музыковед в Венском университете под руководством Гвидо Адлера. В 1904—1908 годах занимался композицией у Арнольда Шёнберга, что оказало серьёзное влияние на формирование его личности и творчество. В классе Шёнберга Веберн познакомился с композитором Альбаном Бергом, который стал его близким другом.
С 1908 года Веберн работал как оперный и симфонический дирижёр в городах Австрии и Германии, а также в Праге. Руководил Венским рабочим певческим обществом. В 1928—1938 годах — дирижёр Австрийского радио, отстранён от этой должности после утверждения нацистского режима в Австрии.

### Смерть
Жизнь Веберна оборвалась трагично в Миттерзиле, занятом в 1945 году американскими войсками. 15 сентября около десяти часов вечера, выйдя из дома своего зятя Маттеля, чтобы выкурить дорогую американскую сигару, полученную в подарок от зятя, Веберн был застрелен из пистолета тремя выстрелами в упор солдатом (поваром) американской армии, по ошибке принявшим вспышку спички, зажжённой Веберном, за что-то другое. Повар оправдался тем, что стрелял в целях самообороны, будучи в возбуждённом (а вернее, нетрезвом) состоянии. Вдове Веберна Вильгельмине пришлось доказывать американским властям в письменной форме, что её муж по состоянию здоровья и по своим принципам «не мог нападать на кого-либо, особенно на солдата».

## Творчество
Ученик и последователь создателя т. н. «атональной» школы Арнольда Шёнберга (сам Веберн считал, что Шёнберг — голова, а он и Берг — крылья Шёнберга) Веберн довёл её принципы до крайних форм выражения. Он использовал в своих сочинениях додекафонную и серийную технику. Для его музыки характерны предельная афористичность, сжатость, лаконизм, экономия и концентрация музыкальных выразительных средств, а также строгость, возвышенность и ирреальность музыкальных образов. Предельная звуковая рафинированность сочетается в музыке Веберна с жёсткой конструктивной схемой и абстрактностью мышления.
Автор симфонических, камерно-инструментальных, вокальных и хоровых произведений, из которых только 31 помечены номерами opus’ов. Автор литературных трудов, поэзии, драмы «Мёртвый» (1913), музыкальных исследований и статей, анализов собственной музыки, цикла бесед «Путь к новой музыке», изданного посмертно в 1960, и т. д.
Творчество Веберна оказало огромное влияние на течения послевоенного музыкального авангарда на Западе, включая таких композиторов как Стравинский, Булез, Штокхаузен, Ноно, Мадерна, Лигети и др., а также на российских композиторов Волконского, Денисова, Шнитке, Губайдулину, Кнайфеля, Вустина и многих других.

## Сочинения

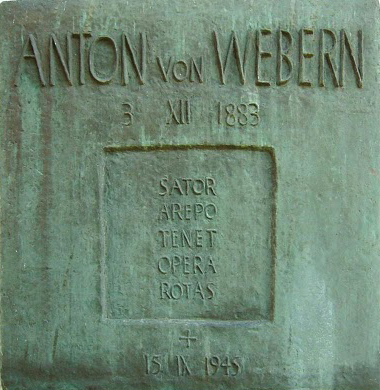
Памятная доска (дар Альмы Малер) на бывшем доме Веберна в Миттерзиле (Австрия)

### с обозначением опуса
- Op. 1 — Пассакалия для оркестра (1908);
- Op. 2 — Ускользая на лёгких чёлнах (Entflieht auf Leichten Kähnen) для смешанного хора

на стихи Стефана Георге из «Седьмого кольца» (1908);
- Op. 3 — Пять песен для голоса и фортепиано

на стихи Стефана Георге (1908—1909, также ред. 1920);
1. «Dies ist ein Lied» / «Эта песня только для тебя»;
2. «Im Windesweben» / «В дуновении ветра»;
3. «An Bachesrand» / «На берегу ручья»;
4. «Im Morgentaun» / «По утренней росе»;
5. «Kahl Reckt der Baum» / «Нагое дерево»;
- Op. 4 — Пять песен для голоса и фортепиано

на стихи Стефана Георге (1908—1909);
1. Eingang («Welt der Gestalten») / «Вход»;
2. «Noch zwingt mich Treue» / «Ещё заставляет меня верность»;
3. «Ja, Heil und Dank dir» / «Хвала и благодарность тебе»;
4. «So ich traurig bin» / «Я так печален»;
5. «Ihr tratet zu dem Herde» / «Вы подошли к очагу»;
- Op. 5 — Пять пьес для струнного квартета (1909);
- Op. 6 — Шесть пьес для большого оркестра (1909, вторая ред. 1928);
- Op. 7 — Четыре пьесы для скрипки и фортепиано (1910, окончательная ред. 1914);
- Op. 8 — Две песни для голоса и ансамбля

(кларнет, бас-кларнет, валторна, труба, челеста, арфа, скрипка, альт и виолончель)
на стихи Райнера Марии Рильке) (1910, ред. 1921 и 1925);
1. «Du, der ich’s nicht sage» / «Ты, от которой я всегда скрываю»;
2. «Du machst mich allein» / «С тобой я одна»;
- Op. 9 — Шесть багателей для струнного квартета (1911);
- Op. 10 — Пять пьес для оркестра (1911);
- Op. 11 — Три маленькие пьесы для виолончели и фортепиано (1914);
- Op. 12 — Четыре песни для голоса и фортепиано (1915-17);

1. «Der Tag ist vergangen» / День прошёл (1915);
2. «Die geheimnisvolle Flöte» («An einem Abend») / «Таинственная флейта»
на стихи Ли Бо в переводе Х. Бетге (1917);
3. «Schien mir’s, als ich sah die Sonne» / «Казалось мне, когда я видел солнце»
на стихи А. Стриндберга из пьесы «Соната призраков» (1915);
4. «Gleich und gleich» («Ein Blumenglöckchen») / «Друг для друга»
на стихи И. В. Гёте (1917);
- Op. 13 — Четыре песни для голоса и оркестра (1914-18);

1. «Wiese im Park» («Wie wird mir zeitlos») / «Лужайка в парке»
на слова Карла Крауса (1917);
2. «Die Einsame» («An dunkelblauem Himmel») / «Одинокая»
на стихи Ван Сен-ю из «Китайской флейты» Х. Бетге (1914);
3. «In der Fremde» («In Fremdem Lande») / «На чужбине» на стихи Георга Тракля
на стихи Ли Тай-бо из «Китайской флейты» Х. Бетге (1917);
4. «Ein Winterabend» («Wenn der Schnee») / «Зимний вечер» (1918);
- Op. 14 — Шесть песен на стихи Георга Тракля (1917-21);

1. «Die Sonne» / «Солнце»;
2. «Abendland I» / «Вечерний пейзаж I»;
3. «Abendland II» / «Вечерний пейзаж II»;
4. «Abendland III» / «Вечерний пейзаж III»;
5. «Nachts» / «Ночью»;
6. «Gesang einer gefangnen Amsel» / «Пение пойманного дрозда»;
- Op. 15 — Пять духовных песен для голоса, флейты, кларнета

(также бас-кларнета), трубы, арфы и скрипки (также альта, 1917-22);
1. «Das Kreuz, das musst' er tragen» / Крест (1921)
2. Morgenlied «steht auf, ihr lieber Kinderlein» / Утренняя песня (1922);
3. «In Gottes Namen aufstehen» / «С божьим именем вставать» (1921);
4. «Mein Weg geht jetzt vorüber» / «Мой путь» (1922);
5. «Fahr hin, O Seel'» / «Иди, о душа» на стихи П. Розеггера (1917);
- Op. 16 — Пять канонов для высокого сопрано, кларнета и бас-кларнета

на латинские тексты (1923—1924);
1. «Christus factus est» (1924);
2. «Dormi Jesu» (1923);
3. «Crux fidelis» (1923);
4. «Asperges me» (1923);
5. «Crucem tuam adoramus» (1924);
- Op. 17 — Три народных текста

для голоса, скрипки (также альта), кларнета и бас-кларнета (1924—1925);
1. «Armer Sünder, du» / «Бедный грешник» на стихи П. Розеггера (1924);
2. «Liebste Jungfrau» / «Святая дева» (1925);
3. «Heiland, unsere Missetaten» / «Спаситель» (1925);
- Op. 18 — Три песни для голоса, кларнета in Es и гитары (1925);

1. «Schatzerl klein» / «Золотко» на стихи П. Розеггера;
2. Erlösung «Mein Kind, Sieh an» / «Спасение» на слова из «Волшебного рога мальчика»;
3. «Ave, Regina Coelorum» на слова марианского антифона;
- Op. 19 — Две песни для смешанного хора с инструментальным сопровождением

(скрипка, кларнет, бас-кларнет, гитара и челеста) (1925—1926)
на стихи И. В. Гёте из «Китайско-немецких времён дня и года» (1926);
1. «Weiß wie Lilien» / «Лилии свечей белеют»;
2. «Ziehn die Schafe» / «На лугу пасётся стадо»;
- Op. 20 — Струнное трио в двух частях (1926—1927);
- Op. 21 — Симфония в двух частях

для кларнета, бас-кларнета, двух валторн, арфы и струнных (1927—1928);
- Op. 22 — Квартет в двух частях

для скрипки, кларнета, тенора-саксофона и фортепиано (1928—1930);
- Op. 23 — Три песни для голоса и фортепиано

из «Непроходимого пути» («Viae inviae») Х. Йоне (1934);
1. «Das Dunkle Herz») / «Тёмное сердце» (1934);
2. «Es stürzt aus Höhen Frische» / «Устремляется с высот» (1933);
3. «Herr Jesus mein» / «Господь Иисус мой» (1933);
- Op. 24 — Концерт для 9 инструментов

(флейты, гобоя, кларнета, валторны, трубы, тромбона, скрипки, альта и фортепиано, 1931—1934);
- Op. 25 — Три песни на стихи Х.Йоне для голоса и фортепиано (1934);

1. «Wie bin ich froh!» / «Как я рад!»;
2. «Des Herzens Purpurvogel» / «Пурпурная птица сердца»;
3. «Sterne, Ihr silbernen Bienen» / «Звёзды»;
- Op. 26 — Свет глаз  (Das Augenlicht; другой перевод названия: «Зрение») для смешанного хора и оркестра

на слова Х.Йоне (1935);
- Op. 27 — Вариации для фортепиано в трёх частях (1935—1936);
- Op. 28 — Струнный квартет в трёх частях (1936—1938);
- Op. 29 — Первая кантата для сопрано, смешанного хора и оркестра

на слова Х.Йоне (1938—1939);
1. «Zündender Lichtblitz» / «Зажигающая молния жизни»;
2. «Kleiner Flügel» / «Маленькое крылышко»;
3. «Tönen die Seligen Saiten Apolls» / «Звучат блаженные струны Аполлона»;
- Op. 30 — Вариации для оркестра (1940);
- Op. 31 — Вторая кантата для сопрано, баса, смешанного хора и оркестра

на слова Х.Йоне (1941—1943);
1. «Schweigt auch die Welt» / «Мир молчит»;
2. «Sehr tiefverhalten» / «Глубоко скрытая внутренняя жизнь»;
3. «Schöpfen aus Brunnen» / «Черпать из фонтанов неба»;
4. «Lichteste Bürden» / «Легчайшие ноши деревьев»;
5. «Freundselig ist das Wort» / «Приветливое слово»;
6. «Gelockert aus dem Schoße» / «Освобождённый из лона».

### без обозначения опуса
- Две пьесы для виолончели и фортепиано (1899)

1. Langsam G-dur;
2. Langsam F-dur
- В летнем ветре / На летнем ветру (Im Sommerwind). Идиллия для большого оркестра по поэме Б. Вилле (1904)
- Медленная часть (Langsamer Satz) для струнного квартета (1905)
- Струнный квартет (1905)
- Часть (Satz) для фортепиано (1906)
- Сонатная часть (рондо) (Sonatensatz — Rondo) для фортепиано (1906)
- Рондо для струнного квартета (1906)
- Фортепианный квинтет (1907)
- Пьесы для оркестра (1913)

1. Bewegt
2. Langsam (Sostenuto)
3. Sehr Bewegte Viertel
4. Langsame Viertel
5. Alla breve
- Соната для виолончели и фортепиано (1914)
- Детская пьеса (Kinderstück) для фортепиано (1925)
- Пьеса для фортепиано (Klavierstück; 1925)
- Часть (Satz) для струнного трио (1925)
- Песни (1899—1914)

### обработки и переложения
- Арнольд Шёнберг: прелюдия и интерлюдии из «Песен Гурре» для 2-х фортепиано в 8 рук (1909—1910; не опубл.); шесть песен (ор. 8) для голоса и фортепиано (1910); пять пьес для оркестра (ор. 16) для 2-х фортепиано в 4 руки (1912); «Камерная симфония» для флейты (либо скрипки), кларнета (либо альта), фортепиано, скрипки и виолончели (1922—1923)
- Франц Шуберт: романс из музыки к драме «Розамунда», песни «Скиталец» и «Ты — мой покой» для голоса с оркестром (1903; не опубл.); «Немецкие танцы» для оркестра (1931)
- И. С. Бах: шестиголосный ричеркар (из «Музыкального приношения») для оркестра (1934—1935)

## Цитаты
- «…новая музыка — это музыка небывалая. В таком случае новой музыкой в равной мере является как то, что возникло тысячу лет назад, так и то, что существует сегодня, а именно: такая музыка, которая воспринимается как ещё никогда ранее не созданная, и не сказанная» (Веберн: «Путь к новой музыке», Лекция 20 февраля 1933).
- «Очевидно, существовала некая потребность, некая необходимость, которая вызвала к жизни то, что мы называем музыкой. Что за необходимость? Необходимость что-то сказать, выразить мысль, которую иначе, чем в звуках не выразишь» (Веберн: «Путь к новой музыке», Лекция 27 февраля 1933).
- «Человек стремится передать в музыкальных звуках нечто такое, что иначе не скажешь. Музыка является в этом смысле языком» (Веберн: «Путь к новой музыке», Лекция 27 февраля 1933).
- «Веберн! Это последний мастер немецкой музыки» (Филипп Гершкович, из беседы 2 августа 1982, цит. по Д. Н. Смирнов: «Гость с неведомой планеты или музыка глазами Филиппа Гершковича»).